# Corethrostroma laricis
Corethrostroma laricis är en svampart som beskrevs av Kleb. 1933. Corethrostroma laricis ingår i släktet Corethrostroma, divisionen sporsäcksvampar och riket svampar.   Inga underarter finns listade i Catalogue of Life.